# Yokohama-e
Yokohama-e (literalmente "imagens de Yokohama") é um estilo de gravura em madeira mostrando cenas de Yokohama e das pessoas estrangeiras. Em 1859, o porto de Yokohama foi aberto para os estrangeiros e artistas do estilo ukiyo-e, especialmente derivados da Escola Utagawa, produziram mais de oitocentas gravuras em madeira, em geral devido à curiosidade relativa aos estrangeiros recém-chegados. A produção do Yokohama-e parou por volta da década de 1880.
Os mais prolíficos artistas do período foram Utagawa Yoshitora, Utagawa Yoshikazu, Utagawa Sadahide, Utagawa Yoshiiku, Utagawa Yoshimori, Hiroshige II e Hiroshige III.

## Galeria

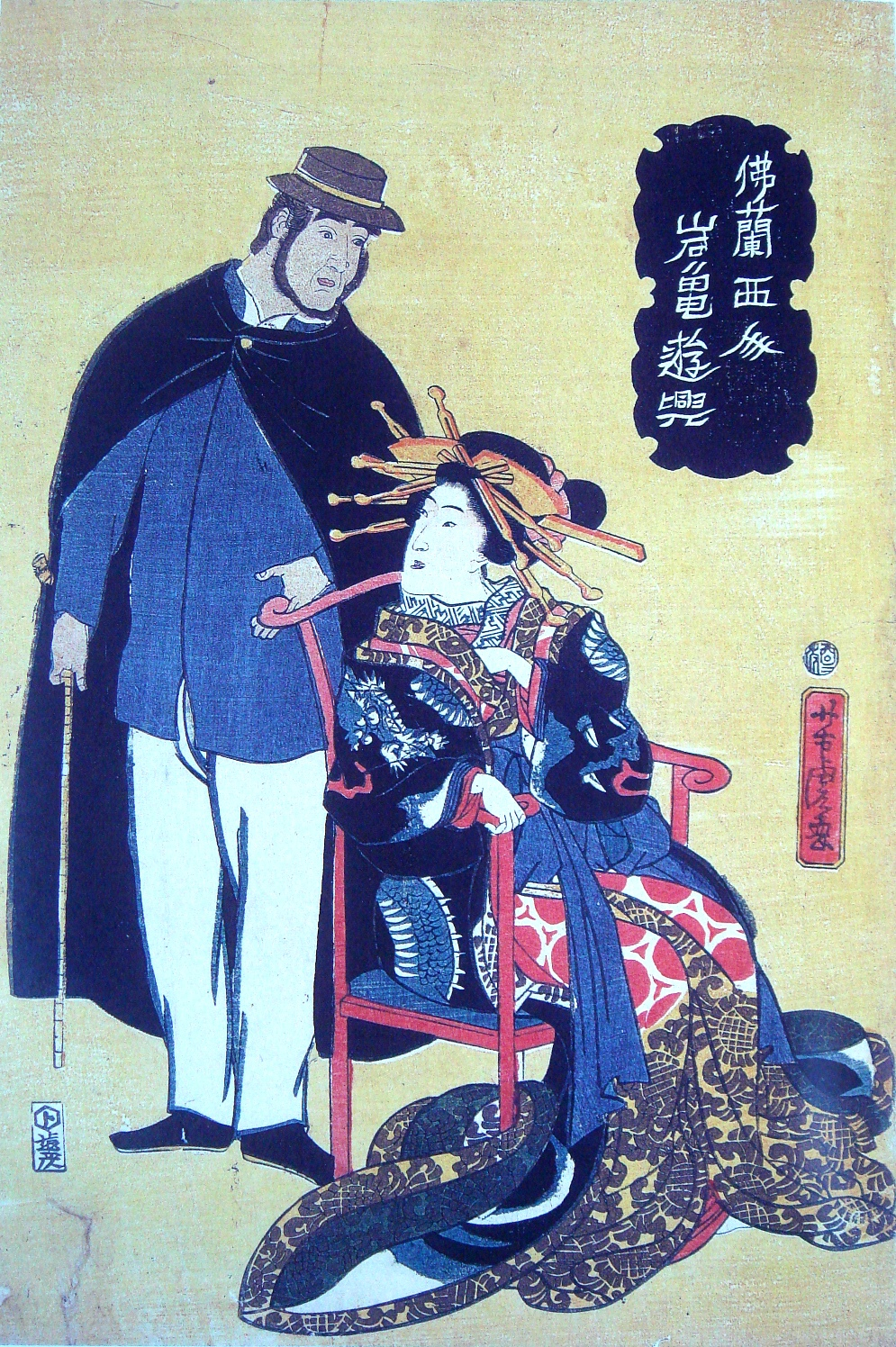
Gravura em madeira de Yoshitora, de um francês e uma geisha, 1861.
Primeira locomotiva a vapor, partindo de Yokohama, por Kunisada II.
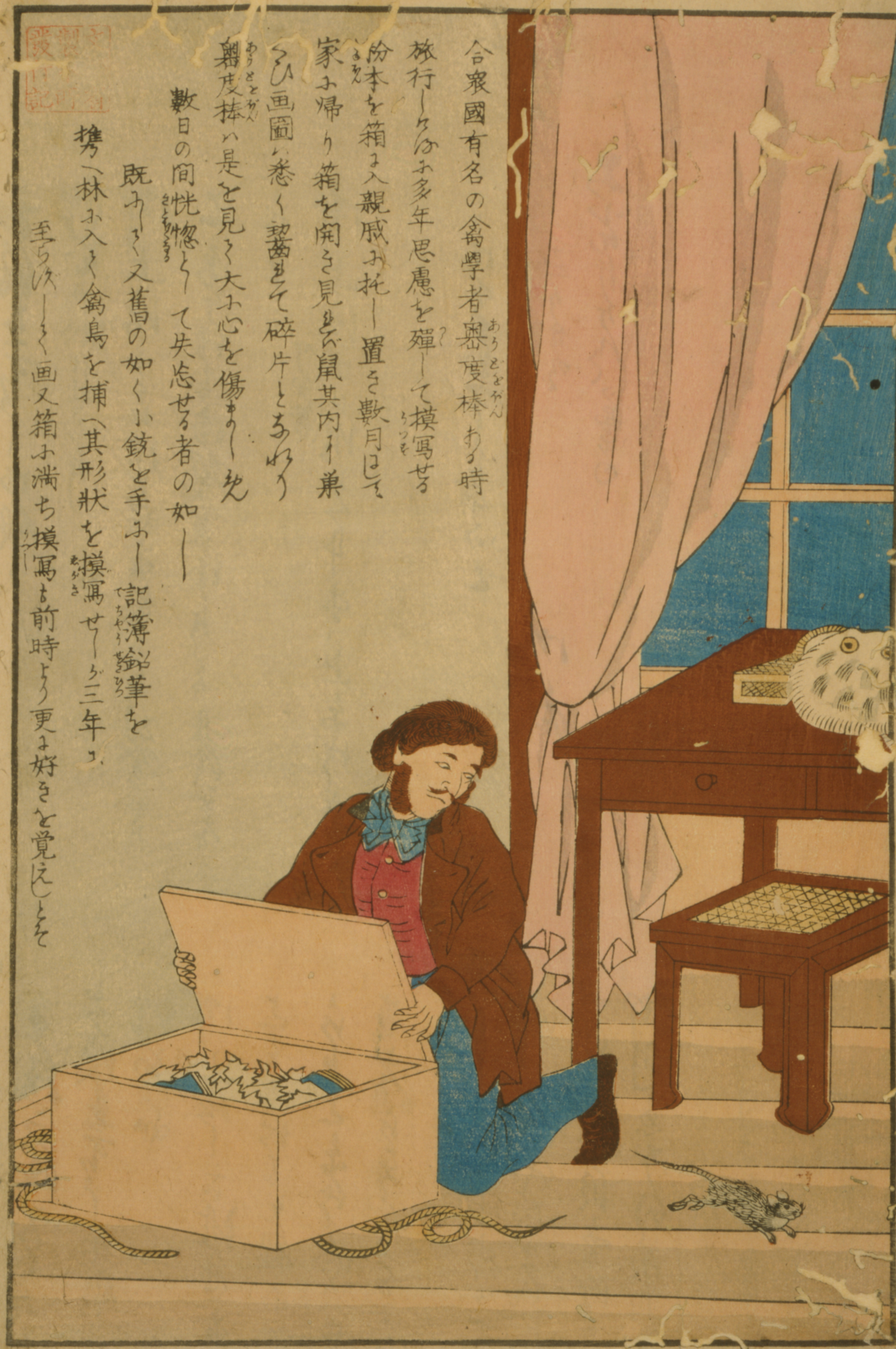
Gravura do naturalista e ornitólogo norte-americano John James Audubon (1785-1851), a descobrir que seu trabalho foi comido por um rato (autoria desconhecida).
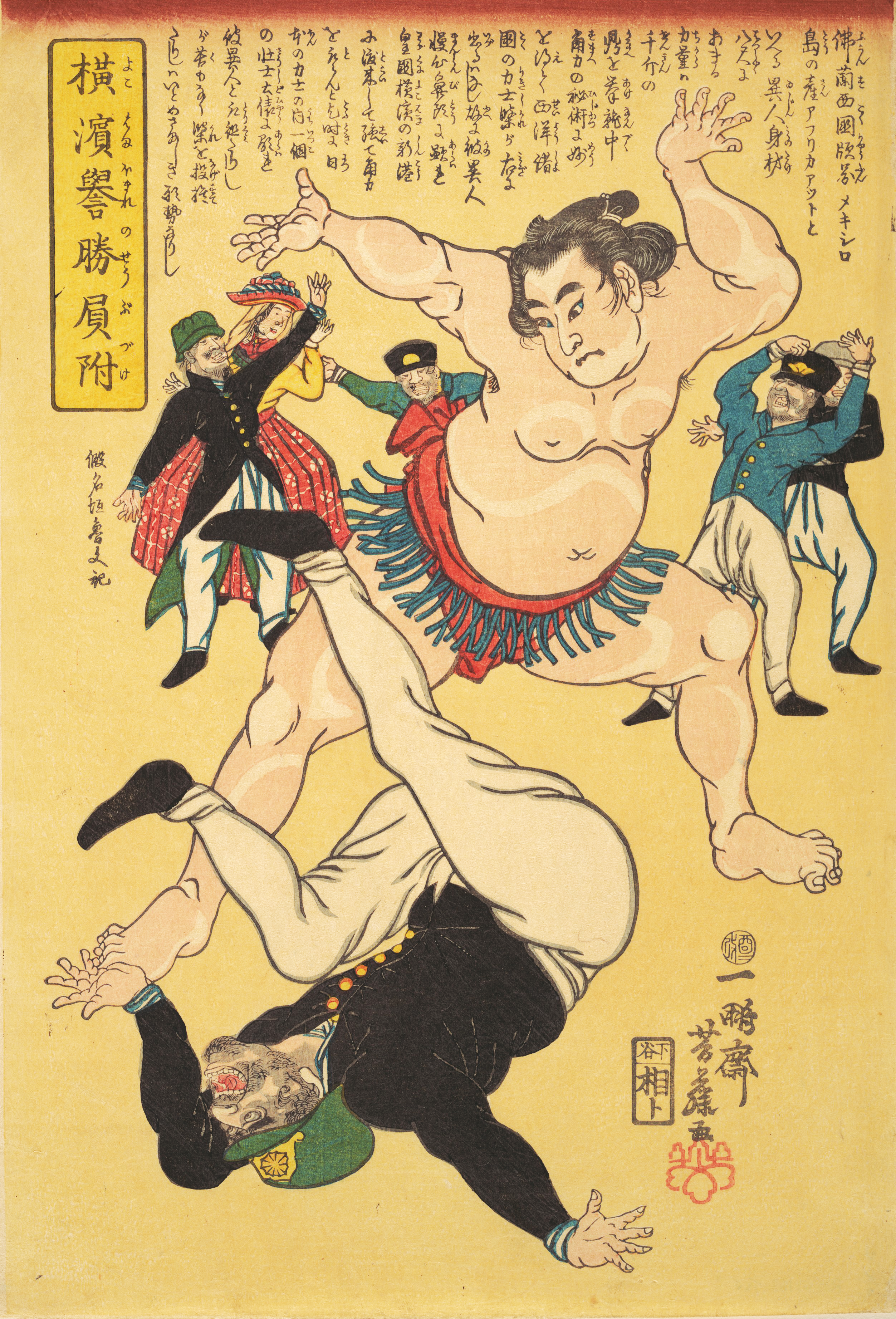
Lutador de sumô derrubando um estrangeiro, em Yokohama, por Utagawa Yoshifuji, 1861.